# Apfelbach (Hegbach)
Der Apfelbach ist ein rund 13,8 km langer linker Zufluss des Hegbachs, der in den beiden hessischen Landkreisen Darmstadt-Dieburg und Groß-Gerau verläuft. Er hat zum Namen der naturräumlichen Untereinheit Hegbach-Apfelbach-Grund als Teil der Untermainebene beigetragen.

## Name
Entgegen dem Namen leitet sich der Bach nicht vom Apfel ab, sondern von einem Personennamen Eppo. So wurde lautete der Name bis ins 17. Jahrhundert hinein stets Eppenbach.

## Geographie

### Verlauf
Der Apfelbach beginnt als Überlauf an einem Abschlagsbauwerk des Mühlbachs in der Gemarkung Gräfenhausen zwischen Sensfelder Hof und Ottilienmühle nahe der Stadtgrenze zu Darmstadt-Wixhausen. Dieser erste Teil des Bachbetts wurde zur Entlastung des Mühlbaches schon vor langer Zeit künstlich angelegt und führt das Wasser in nördliche Richtung ab. Wegen des Wasserüberlaufs am Mühlbach hieß das neue Gewässer zunächst Abfallbach und daraus wurde dann Apfelbach.
Nach zweieinhalb Kilometer Lauf am Süd- und Westrand des Sensfelder Hardt genannten Waldstücks und hart am Ostufer des Steinrodsees entlang nimmt der Apfelbach als wichtigsten und längsten Zufluss von rechts und Osten den Hahnwiesenbach auf. Sodann leitet er das Wasser, im Gegensatz zu dem durch viele Ortschaften führenden Mühlbach, weitab von jeglicher Siedlung durch Wald- oder Waldrandgebiete in westliche Richtung und mündet schließlich in den Hegbachsee zwischen Groß-Gerau und Nauheim.

### Zuflüsse
Der Apfelbach wird von folgenden Zuflüssen gespeist:
- Brühlwiesengraben
- Hahnwiesenbach
- Dohlgraben